# برج ویلیامز

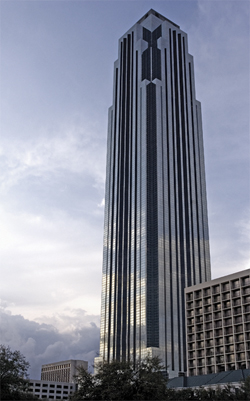

برج ویلیامز (به انگلیسی: Williams Tower) نام یک برج مرتفع در هیوستون در تگزاس است.
این برج در ۱۹۸۳ ساخته گردید، و ۲۷۷ متر ارتفاع دارد، که در سال ۲۰۰۹ چهارمین برج بلند تگزاس بود.
معماران این برج پست‌مدرنیستی، فیلیپ جانسون و جان بورگی هستند.
در سال ۲۰۰۸ توفند آیک به این برج سه و نیم میلیون دلار خسارت زد.